# Аляска
Аля̀ска (на английски: Alaska, САЩ: /əˈlæskə/  ( произношение); на алеутски: Alax̂sxax̂; на инупиак: Alaasikaq; на алютикски: Alas'kaaq; на тлингит: Anáaski) е 49-ият щат на САЩ, приет на 3 януари 1959 г. Той е най-северният и най-големият по площ щат на САЩ – 1 717 856 km² (17,47 % от територията на страната). Населението на 1 април 2020 г. е 736 081 души (0,22 % от населението на САЩ, 48-о място,  с 0,5 % спрямо 2017 г.).
Аляска и Хавай са двата единствени щата на САЩ, които са отделени от основната територия на страната.

## География

### Географско положение, граници
Щатът заема крайната северозападна част на Северна Америка, като на запад Беринговият проток го отделя от Азия. На изток граничи с Канада, на юг се мие от водите на Тихия океан, а на запад – от водите на Берингово море (съставно море на Тихия океан). На север граничи със Северния Ледовит океан, съответно Чукотско море на северозапад и море Бофорт на север.
Ако се наложи картата на Аляска върху карта на континенталните 48 щата, тя би заела пространството от Минесота до Флорида и от Джорджия до Калифорния.

### Брегове
С изключение на северното крайбрежие, бреговата линия на Аляска е силно разчленена. В южната част далеч навътре се вдава заливът Аляска, с големите вторични заливи Кук и Принц Уилям. В източната част на залива Аляска е разположен големия архипелаг Александър с островите Чичагов, Баранов, Принц на Уелс и др. В северната част на залива Аляска, далеч на юг се вдава полуостров Кенай, а югозападно от него е разположен големият остров Кодиак. Западната част на залива Аляска се затваря от дългия и тесен полуостров Аляска, отделен от остров Кодиак чрез протока Шелихов. Западно продължение на полуостров Аляска са Алеутските острови, простиращи се на близо 1700 km като огромна изпъкнала на юг дъга и ограничаващи от юг Берингово море.
Западното крайбрежие на щата също е силно разчленено. Тук далеч навътре в сушата се вдават заливите Бристолски, Кускокуим, Нортън и Коцебу, като между последните два е разположен големият полуостров Сюард, на който се намира най-западната континентална точка на Северна Америка – нос Принц на Уелс.
Северното крайбрежие е слабо разчленено, равнинно и силно заблатено. Тук по-характерните заливи са Смит, Харисън и Камдън.

### Релеф
Релефът на Аляска е разнообразен, но преобладава планинският. На север, покрай бреговете на Чукотско море и море Бофорт на протежение от близо 800 km и ширина до 180 km се простира обширна ниска и силно заблатена низина. Южно от нея, от полуостров Лисбърн на запад до границата с Канада на изток, като леко изпъкнала на юг дъга се издига хребета Брукс (връх Микелсън 2699 m). Централната част на щата е заета от долината на река Юкон. От юг долината на реката се ограничава от ниски планини Аклун (1312 m), Килбук, Кускокуим (1291 m) и Огилви (1788 m). Южната част на щата Аляска е заета от мощни планински системи, най-високите в Северна Америка. От полуостров Аляска започва дългия близо 1000 km хребет Аляска, като тук се издига най-високата точка на Северна Америка – връх Денали (Маккинли), 6194 m. Южно от голямата дъга на хребета Аляска са разположени планините Врангел (връх Блякбърн, 4996 m), Свети Илия (връх Свети Илия, 5489 m) и Чугач (връх Маркус Бейкър, 4016 m), а на югоизток, по границата с Канада – хребета Баундари (Граничен, връх Неселрод, 2469 m). Целият полуостров Аляска е зает от Алеутския хребет с максимална височина – вулканът Павлов, 2714 m.

### Води
Щатът Аляска е изключително богат на водни ресурси. Основна водна артерия е река Юкон, пресичаща целия щат от изток на запад със средното и долното си течение и вливаща се в Берингово море. Нейни основни притоци са: леви – Танана, Иноко и др.; десни – Поркюпайн, Чандалар, Коюкук и др. На север към море Бофорт текат реките Яго, Канинг, Сагаванирток, Иткилик, Колвил, Икпикпук, Мид и др., а към Чукотско море – Утукок, Кукпоурук, Кукпук, Ноатак, Кобук и др. Освен река Юкон към водосборния басейн на Берингово море принадлежат реките Коиук, Кускокуим, Нушагак и др. На юг в залива Аляска се вливат реките Суситна, Копър, Ситкин и др. В югозападната част на щата са разположени няколко големи езера Илиамна, Бочаров и др.

## Етимология
Името „Аляска“ най-вероятно произлиза от алеутската дума за „голяма страна“ или „суша“. Местните я наричат „Алиеска“, което означава „голямата земя“.
Името „Аляска“ (на руски: Аля́ска или Aljáska) е въведено за означаване на полуостров Аляска в началото на XIX век, когато в състава на Руска Америка той е бил владение на Русия. Произлиза от идиома alaxsxaq на алеутски език, което означава „континента“ или, по-буквално, „обектът, към който е насочено действието на морето“.
Според друго мнение името идва от алеутската дума alasҳaҳ – „място за китове“, „изобилие от китове“. Отначало само югозападната част от територията на сегашния щат се е наричала Аляска: полуостров Аляска и залив

## История
Аляска вероятно е заселена за пръв път от народи, които идват по Беринговия сухоземен мост, включително инуити и множество индиански групи. По-голямата част от предколумбовото население на Северна и Южна Америка вероятно е дошло по този път, но е продължило да се придвижва на юг.
Първите исторически свидетелства показват, че първите европейци, достигнали до Аляска, са дошли от Русия. Подбудени от държавния секретар Уилям Сюард, американският сенат купува Аляска за 7,2 млн. щ.д. (1,67 млрд. щ.д. по цени към 2008 г.) на 30 март 1867 г., а флагът на САЩ е издигнат на 18 октомври същата година. Днес 18 октомври се празнува в щата като ден на Аляска. Заедно с новия собственик Аляска приема нов календар – Григорианския, и по този начин 6 октомври 1867 (петък) е последван от 18 октомври 1867 (петък).
Новата придобивка не се приема добре в старата част на САЩ, където наричат Аляска „безумието на Сюард“ и „хладилникът на Сюард“ (на английски: Seward's icebox). Аляска отбелязва покупката всяка година на Деня на Сюард, който се пада последният понеделник на март. От 1867 до 1884 г. Аляска е преименувана на департамент Аляска, а в периода 1884 – 1912 носи името окръг Аляска. Първият американски администратор на Аляска е Владимир Кжижановски. На 8 януари 1900 г. американският президент Уилям Маккинли обявява военно положение в щата.
На 7 юли 1958 г. президентът Дуайт Айзенхауер подписва указ, чрез който американското законодателство влиза в сила за Аляска. Така се подготвя почвата за приемането на Аляска като 49-ия щат на САЩ, което става на 3 януари 1959 г.
Аляска претърпява едно от най-мощните земетресения в историята на Северна Америка, което на 27 март 1964 г., с магнитуд 9,2, разтърсва южната част на щата.
През 1976 г. населението на Аляска внася поправки в щатската конституция като създава Алясканския постоянен фонд. Той инвестира част от приходите от минералите, както и от нефтопровода Трансаляска, „за да облагодетелства всички аляскански поколения“. През март 2005 г. наличните средства на фонда са над 30 млрд. $.
Няколко плавателни съдове носят името Аляска в чест на щата.
По време на Втората световна война три от външните Алеутски острови – Ату, Агату и Киска, са окупирани от японски войници. Това е единствената територия на САЩ, която е окупирана по време на войната.

## Административно деление
Аляска е разделена на 19 административни района (boroughs), еквивалентни на единицата окръг в другите щати. За разлика от тях административните райони на Аляска не покриват цялата територия на щата. Останалата значителна Неорганизирана област за статистически цели е разделена на 10 статистически зони (census areas). Някои административни райони са консолидирани градове-райони, еквивалентни на административната единица град-окръг в другите щати.

### Административни райони
Източна Алеутия, Анкоридж, Бристолски залив, Денали, Феърбанкс Северна звезда, Хейнс, Джуно, Полуостров Кенай, Ситка, Кечикански път, Остров Кодиак, Езеро и полуостров, Матануска – Суситна, Северен склон, Северозападен арктически административен район, Скагуей, Ранго, Якутат, Питърсбърг, Неорганизиран административен район (с всички 10 статистически зони).

### Статистически зони
Западна Алеутия, Бетъл, Дилингам, Хуна – Ангун, Ноум, Принц на Уелс – Хайдър, Югоизточен Феърбанкс, Валдез – Кордова, Уейд Хамптън, Юкон – Коюкук.

## Населени места

### Градове
- Анкоридж – най-голям град
- Джуно – столица
- Феърбанкс
- Ноум

### Други места
- Съркъл

## Други данни
Аляска е наричана Вътрешният континент, Последната граница и Земята на среднощното слънце.